# Porsche Tennis Grand Prix 2024
Porsche Tennis Grand Prix 2024 byl tenisový turnaj na ženském profesionálním okruhu WTA Tour, hraný v Porsche-Areně. Čtyřicátý šestý ročník Porsche Tennis Grand Prix probíhal mezi 15. a 21. dubnem 2024 v německém Stuttgartu.
Turnaj dotovaný 922 573 eury patřil do kategorie WTA 500. Stuttgart Open a Rouen Open představovaly jediné dvě události sezóny hrané na halové antuce. Do dvouhry zasáhlo osm z deseti členek první světové desítky, s absencí páté Pegulaové a šesté Sakkariové. Nejvýše nasazenou singlistkou se opět stala světová jednička a dvojnásobná obhájkyně Iga Świąteková z Polska. Její 10zápasovou stuttgartskou neporzitelnost v semifinále ukončila Rybakinová. Jako poslední přímá účastnice do dvouhry nastoupila, v době uzávěrky přihlášek, česká 31. hráčka žebříčku Linda Nosková.
V důsledku invaze Ruska na Ukrajinu na konci února 2022 řídící organizace tenisu ATP, WTA a ITF s grandslamy rozhodly, že ruští a běloruští tenisté mohli dále na okruzích startovat, ale do odvolání nikoli pod vlajkami Ruska a Běloruska.
Osmý singlový titul na okruhu WTA Tour, a třetí v úrovni WTA 500, vybojovala 24letá Jelena Rybakinová. Světová čtyřka se stala první tenistkou od Azarenkové v roce 2012, která v úvodních čtyřech měsících sezóny postoupila do pátého finále. Čtyřhru ovládly Tchajwanka Čan Chao-čching s Veronikou Kuděrmetovovou. Získaly tak první společnou trofej.

## Rozdělení bodů a finančních odměn

### Rozdělení bodů
| Soutěž  | Soutěž | vítězky | finalistky | semifinalistky | čtvrtfinalistky | 16 v kole | 28 v kole | Q  | Q2 | Q1 |
| ------- | ------ | ------- | ---------- | -------------- | --------------- | --------- | --------- | -- | -- | -- |
| dvouhra | [ 2 ]  | 500     | 325        | 195            | 108             | 60        | 1         | 25 | 13 | 1  |
| čtyřhra | [ 8 ]  | 500     | 325        | 195            | 108             | 1         | —         | —  | —  | —  |

### Finanční odměny
| Soutěž                                | Soutěž      | vítězky   | finalistky | semifinalistky | čtvrtfinalistky | 16 v kole | 28 v kole | Q2      | Q1      |
| ------------------------------------- | ----------- | --------- | ---------- | -------------- | --------------- | --------- | --------- | ------- | ------- |
| dvouhra                               | [ 2 ] [ 9 ] | 123 480 € | 76 225 €   | 44 526 €       | 23 435 €        | 11 925 €  | 8 550 €   | 7 010 € | 4 200 € |
| čtyřhra                               | [ 8 ]       | 41 210 €  | 24 970 €   | 14 280 €       | 7 400 €         | 4 470 €   | —         | —       | —       |
| částky ve čtyřhře jsou uváděny na pár |             |           |            |                |                 |           |           |         |         |

## Ženská dvouhra

### Nasazení
| Stát                         | Hráčka              | WTA | Nasazení |
| ---------------------------- | ------------------- | --- | -------- |
| Polsko                       | Iga Świąteková      | 1.  | 1.       |
|                              | Aryna Sabalenková   | 2.  | 2.       |
| USA                          | Coco Gauffová       | 3.  | 3.       |
| Kazachstán                   | Jelena Rybakinová   | 4.  | 4.       |
| Čína                         | Čeng Čchin-wen      | 7.  | 5.       |
| Česko                        | Markéta Vondroušová | 8.  | 6.       |
| Tunisko                      | Ons Džabúrová       | 9.  | 7.       |
| Lotyšsko                     | Jeļena Ostapenková  | 10. | 8.       |
| Žebříček WTA k 8. dubnu 2024 |                     |     |          |

### Jiné formy účasti
Následující hráčky obdržely divokou kartu do hlavní soutěže:
- Angelique Kerberová
- Tatjana Mariová
- Emma Raducanuová
- Laura Siegemundová

Následující hráčka nastoupila pod žebříčkovou ochranou:
- Paula Badosová

Následující hráčky postoupily z kvalifikace
- Sara Erraniová
- Aljaksandra Sasnovičová
- Diana Šnajderová
- Sachia Vickeryová

### Odhlášení
před zahájením turnaje
- Emma Navarrová → nahradila ji  Paula Badosová
- Jessica Pegulaová → nahradila ji  Donna Vekićová

## Ženská čtyřhra

### Nasazení
| Stát                                                                     | Hráčka              | Stát       | Hráčka             | WTA | Nasazení |
| ------------------------------------------------------------------------ | ------------------- | ---------- | ------------------ | --- | -------- |
| USA                                                                      | Desirae Krawczyková | Nizozemsko | Demi Schuursová    | 24. | 1.       |
| Česko                                                                    | Barbora Krejčíková  | Německo    | Laura Siegemundová | 40. | 2.       |
| Japonsko                                                                 | Šúko Aojamová       | Ukrajina   | Nadija Kičenoková  | 62. | 3.       |
| USA                                                                      | Asia Muhammadová    | Indonésie  | Aldila Sutjiadiová | 68. | 4.       |
| Žebříček WTA k 8. dubnu 2024; číslo je součtem umístění obou členek páru |                     |            |                    |     |          |

### Jiné formy účasti
Následující pár obdržel divokou kartu do hlavní soutěže:
- Nastasja Schunková /  Ella Seidelová

## Přehled finále

### Ženská dvouhra
- Jelena Rybakinová vs.  Marta Kosťuková, 6–2, 6–2

### Ženská čtyřhra
- Čan Chao-čching /   Veronika Kuděrmetovová vs.  Ulrikke Eikeriová /  Ingrid Neelová, 4–6, 6–3, [10–2]